# Рачко, Арпад

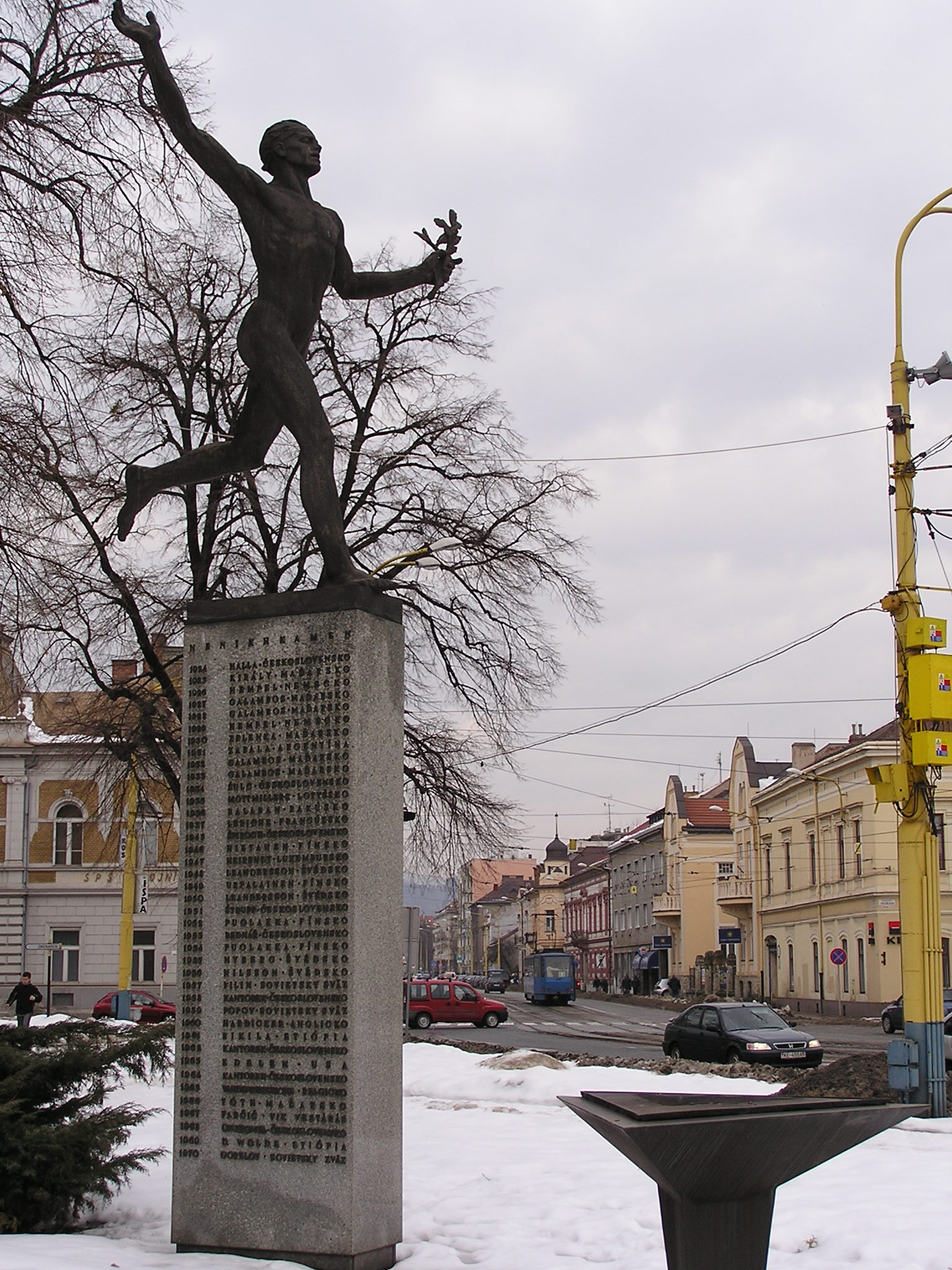
Марафонец мира

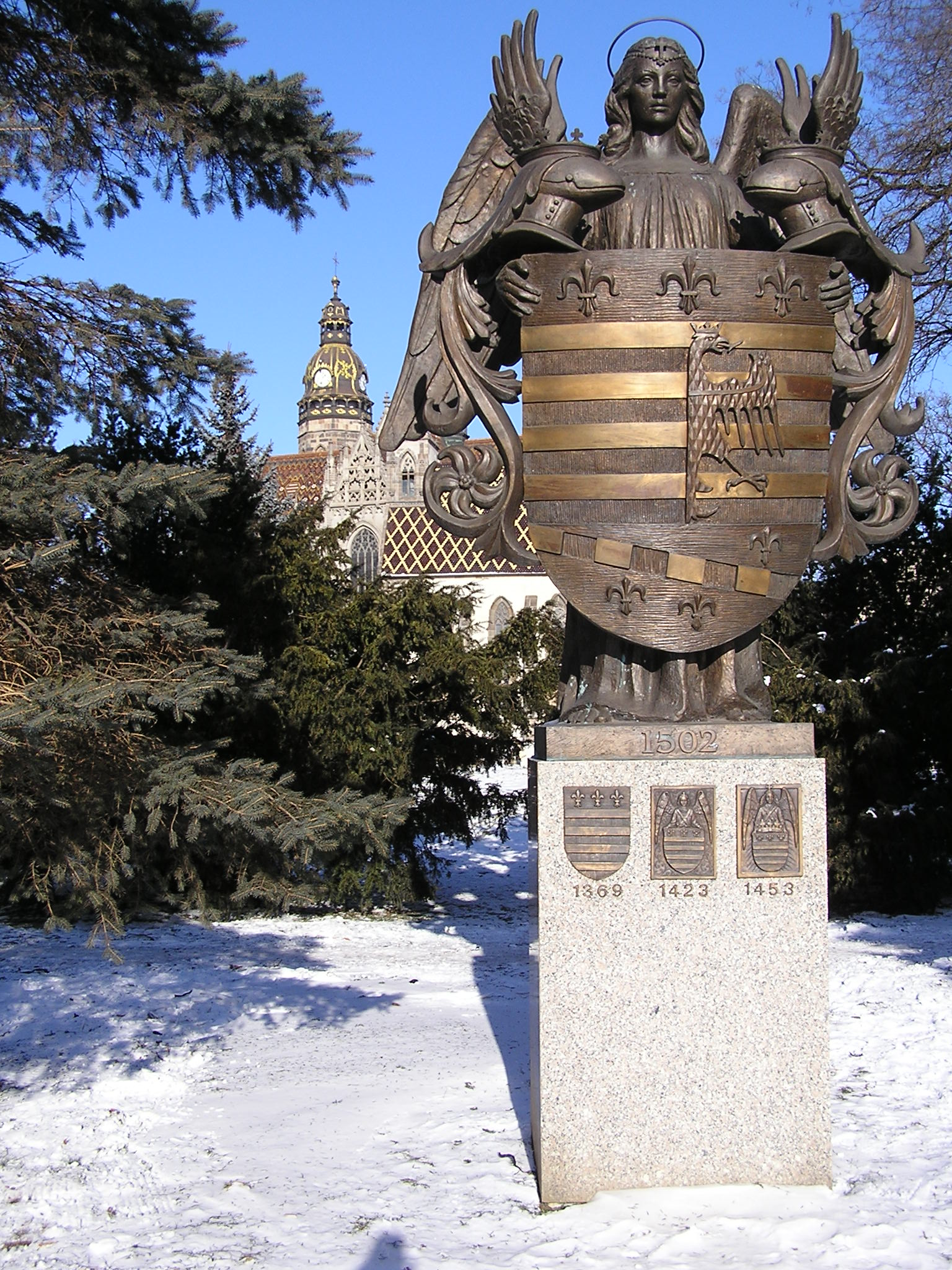
Статуя города Кошице

Арпад Рачко (словац. Arpád Račko; 17 июня 1930, Сольнок, Венгрия — 2 января 2015) — словацкий скульптор. Народный художник ЧССР (1988).

## Биография
В 1951—1956 годах обучался в Академии изобразительных искусств в Праге под руководством профессора скульптуры Яна Лауда.

## Творчество
Представитель среднего поколения словацких скульпторов. Автор многочисленных современных и исторических портретов, памятников, декоративных рельефов и композиций, рассчитанных на органический синтез с архитектурой, лирических женских фигур.
В своих произведениях А. Рачко соединяет гражданственную патетику образного строя с большим многообразием пространственно-пластических решений.
В творчестве А. Рачко ощутимо влияние работ известных мастеров чешской и словацкой скульптуры Й. Мысльбека и Я. Штурса.
Самыми известными работами скульптора является статуя «Марафонец мира» в Кошице (1959) и аллегорическая статуя города Кошице (2002).